# ڸ
Lām trois points souscrits ‹ ڸ › est une lettre additionnelle de l’alphabet arabe qui est utilisé dans l’écriture du soqotri et qui était utilisée dans l’écriture de l’avar. Elle est composée d’un lām ‹ ل › diacrité de trois points souscrits.

## Utilisation
En avar écrit avec l’alphabet arabe, ‹ ڸ › représente une consonne fricative latérale alvéolaire sourde [ɬ].